# Aongstroemia elata
Aongstroemia elata là một loài Rêu trong họ Dicranaceae. Loài này được (Schimp. ex Mitt.) Müll. Hal. mô tả khoa học đầu tiên năm 1900.